# (38564) 1999 VB144
1999 VB144 (asteroide 38564) é um asteroide da cintura principal. Possui uma excentricidade de 0.31388500 e uma inclinação de 5.38250º.
Este asteroide foi descoberto no dia 11 de novembro de 1999 por CSS em Catalina.